# Kurt Ehrmann
Kurt Ehrmann (Karlsruhe, 7 giugno 1922 – Karlsruhe, 2 agosto 2013) è stato un calciatore tedesco, di ruolo attaccante.